# Zoetgeurende franjehoed
De zoetgeurende franjehoed (Psathyrella fragrans) is een schimmel behorend tot de familie Psathyrellaceae. Hij leeft saprotroof op stronken van naaldhout in gemengd bos op humeus zand.

## Kenmerken

### Uiterlijke kenmerken
De geur is apart en zoet. 

### Microscopische kenmerken
De sporen zijn voorzien van een kleine kiempore (0,5 >um) en meten 5,5 − 6,6 × 3,0 − 3,5 µm. Er zijn pleurocystidia en cheilocystidia aanwezig. 

## Verspreiding
In Nederland komt de zoetgeurende franjehoed uiterst zeldzaam voor. Hij staat op de rode lijst in de categorie 'Verdwenen'. Hij is sinds 1987 niet meer waargenomen.

## Vergelijkbare soorten
Hij lijkt op witsteelfranjehoed (Psathyrella piluliformis), maar verschilt hiervan door onder andere zijn zoete geur, minder ontwikkeld velum, vóórkomen op naaldhout en de breed kopvormige cystia.